# Kees Streef
Cornelis Willem (Kees) Streef (Gouda, 1 februari 1920 – Amsterdam, 6 februari 1991) was een Nederlandse verzetsstrijder, die behoorde tot de Trouwgroep. Zijn verzetsnaam was Kees de Lijster.
Streef was aanvankelijk betrokken bij een groep die in Rotterdam de verzetskrant Vrij Nederland herstencilde. Toen in juli 1941 het contact met Vrij Nederland tijdelijk verstoord raakte gaf de groep enkele nummers van een eigen verzetsblad uit onder de titel De vijfde colonne. Later werd het contact hervat.

## Trouw
Eind 1942 werd binnen Vrij Nederland alle zeggenschap opgeëist door Henk van Randwijk, die een jaar eerder door de verspreiders was binnengehaald om artikelen te schrijven. Nadat Wim Speelman uit Duitse gevangenschap had weten te ontsnappen wilde hij om veiligheidsredenen niets meer met Van Randwijk te maken hebben. Zo werd in januari 1943 een nieuwe illegale groep opgericht. De Rotterdamse groep - onder wie Streef - ging over naar deze Trouwgroep, die een strikte scheiding tussen redactie en verspreidersorganisatie hanteerde. Trouw zou geen partijkrant worden, maar een christelijk nationaal blad, in de geest van Groen van Prinsterer.

## Gearresteerd
Op 27 september 1943 stond Streef met de verspreiders Arie en Eik Speelman op het Stationsplein in Utrecht te wachten op Kees de Graaff, de hoofdverspreider van Trouw in Zeeland, met wie ze naar een vergadering in Drenthe zouden reizen. Het drietal werd ter plekke gearresteerd door twee agenten van de SD. Bij een vluchtpoging werd Streef door meerdere kogels geraakt. Arie Speelman wist te ontkomen. Op het politiebureau aan de Oudegracht zakte Streef inelkaar, waarna hij naar het Stads- en Academisch Ziekenhuis Utrecht werd overgebracht. Hij wist een verzoek om hulp naar buiten te laten smokkelen, maar voor er iets kon worden ondernomen werd hij overgebracht naar het 'Kriegslazarett' in Den Bosch, dat aldaar in het Groot Ziekengasthuis was gevestigd.
Een eerste bevrijdingspoging mislukte, maar in de nacht van 15 op 16 oktober werd Streef uit het Kriegslazarett bevrijd door leden van de Westlandse Knokploeg onder leiding van Leendert Valstar, met hulp van de verpleegsters Dini van Oss en Wies van Sleeuwen. Het bevrijdingsplan was uitgedacht door Rudolf van Baarle en Frits Vogel. Streef dook onder in Gemert. Op zijn hoofd werd een beloning van 500 gulden gezet.
Na zijn bevrijding zorgde hij samen met Kees van Drimmelen voor de financiën van Trouw, in wat - naar hun beider voornaam - het 'Bureau der Keezen' werd genoemd. Op 9 augustus 1944 was Streef aanwezig bij het beraad van de Trouwgroep. De bezetter had aangeboden het leven van 23 gevangen medewerkers van Trouw te sparen, als het verschijnen van Trouw zou worden gestaakt. De Trouwgroep besloot echter door te gaan.

## Richtingenstrijd
Trouw was in 1943 opgericht als verzetsblad, en zou daarom bij de bevrijding worden opgeheven, zo was destijds bepaald. Toen Streef bij een reorganisatie, die in maart 1945 werd doorgevoerd, als financieel lid van het secretariaat echter onder algemeen secretaris André Donner werd geplaatst, was hij een van de vijf leden van de Trouwgroep die in een circulaire alarm sloegen. De macht over Trouw leek door de reorganisatie in handen te vallen van de redactie, die de verzetskrant na de oorlog zou kunnen laten voortbestaan, los van een eventueel nog op te richten Christelijke Volkspartij, en zonder dat de verspreiders daar zeggenschap in zouden hebben.
Bij een vergadering in Utrecht werd de zaak gesust, maar omdat Streefs naam onder de circulaire had gestaan werd hij door de redactie als aanstichter van de onrust beschouwd. Hij had zelf algemeen secretaris willen worden, werd er beweerd, en had daarom de verspreiders tegen de redactie opgezet.

## Na de oorlog
Streef trouwde in 1947 met Loulou Oderkerk, die hij tijdens de oorlog had ontmoet op het Trouwkantoor in Utrecht. Zij had net als hij gevangen gezeten en was ontsnapt. Na de oorlog hoorde ze dat haar verloofde was omgekomen. Het echtpaar ging aan de Bos en Lommerweg in Amsterdam wonen en kreeg drie kinderen.
In ongeveer 1959 kreeg Streef hevige hoofdpijn. In het ziekenhuis bleek hij een aneurysma te hebben achter zijn oogzenuw, dat mogelijk mede veroorzaakt was door een kogel in zijn long. Volgens een reconstructie van het leven van Streef en Loulou Oderkerk in Trouw op basis van brieven uit de gevangenis had Streef bij thuiskomst uit het ziekenhuis afasie en was hij "kinderlijk geworden"; het gezin kwam in de bijstand, tot het uiteindelijk een uitkering voor oud-verzetsdeelnemers kreeg van Stichting 1940-1945. Oderkerk verzorgde Streef tot diens dood. Hij overleed vijf dagen na zijn 71e verjaardag, en werd op 11 februari 1991 in stilte gecremeerd.